# Caatingaschattenkolibri
Der Caatingaschattenkolibri (Anopetia gounellei) oder Rostbarteremit ist ein Vogel aus der Familie der Kolibris (Trochilidae) und die einzige Art der somit monotypischen Gattung Anopetia. Das Verbreitungsgebiet dieser endemischen Art beschränkt sich auf Brasilien. Der Bestand wird von der IUCN als „nicht gefährdet“ (Least Concern) eingeschätzt.

## Merkmale
Der Caatingaschattenkolibri erreicht eine Körperlänge von etwa 11,5 cm bei einem Gewicht von ca. 2,6 g. Die Flügel sind ca. 5,3 cm lang. Die Oberseite und die Flügeldecken sind graubronzegrün, wobei die Hinterrückenfedern blass rostfarben gesäumt sind. Die breite hellrotbraune Nackenbinde wird von einem schwarzen Schaftstrich durchzogen. Der breite Überaugenstreif ist weiß. Die schwarzen Ohrflecken ziehen sich bis zum Schnabel, wobei die Zügel weißlichocker gefärbt sind. Die rostfarbene Kehle weist einen schwarzen Mittelstreif auf. Die Brust und die Flanken sind hellgraubräunlich bis blass ockerfarben, die Bauchmitte weißlich. Die Unterschwanzdecken des ca. 4,5 cm langen Schwanzes sind hellockerbraun. Die bronzegrünen Schwanzfedern haben breite weiße Spitzen und eine schwarze Binde am Ende. Während der Oberschnabel schwarzbraun mit olivgrünem Wurzelteil ist, ist der Unterschnabel grünlichgelb. Die Beine sind schwarzbraun.

## Verbreitung und Lebensraum

Verbreitungsgebiet des Caatingaschattenkolibris

Der Caatingaschattenkolibri kommt in den östlichen brasilianischen Bundesstaaten Ceará, Piauí, Rio Grande do Norte, Sergipe und Bahia bis in den Nordosten von Minas Gerais vor. Hier bewegt er sich bevorzugt in der feuchten, buschigen Caatinga-Landschaft und in den halbimmergrünen Wäldern der verschiedenen Cerrado-Habitate in Höhen zwischen 40 und 1190 Metern. Er wurde aber auch schon in offenerer Sekundärvegetation beobachtet.

## Ernährung und Verhalten
Die bevorzugte Nektarpflanze des Caatingaschattenkolibris scheint Camptosema pedicellatum aus der Familie der Hülsenfrüchtler (Fabaceae) zu sein. Er wurde aber auch an anderen Arten der Fabaceae, an Gewächsen der Familien Acanthaceae, Apocynaceae, Bignoniaceae, Bromeliaceae, Cactaceae, Euphorbiaceae, Malvaceae, Passifloraceae, Rubiaceae und Sapindaceae beobachtet, die er als sogenannter Trapliner anfliegt. Außerdem ernährt er sich von kleinen Arthropoden.
Über die Fortpflanzungsbiologie ist wenig bekannt. Nester, die an der Unterseite von Blättern in einer Höhe zwischen 0,60 und 1,50 Metern Höhe angebracht waren, wurden im Februar und im Dezember gesichtet. Das Gelege besteht aus zwei Eiern, die Brutzeit beträgt 14 Tage und die Nestlinge werden mit etwa 20 Tagen flügge.

## Lautäußerungen
Der Ruf besteht aus einer langsamen wiederholenden Serie Gezwitscher, welches wie Twut klingt und das immer wieder unterbrochen wird.

## Etymologie und Forschungsgeschichte
Adolphe Boucard beschrieb den Caatingaschattenkolibri unter dem Namen Phaetornis [sic] gounellei. Erst 1918 schlug ihn Eugène Simon der neuen Gattung Anopetia zu. Die Art gilt als monotypisch.
Der Begriff Anopetia leitet sich aus den griechischen Wörtern ἄνευ áneu für „ohne, fehlend“ und ὄπεας, ὄπεατοσ opeas, opeatos für „Ahle, Dorn“ ab. Das Artepitheton ehrt den französischen Naturforscher und Sammler Pierre Émile Gounelle (1850–1914), der 1887 in Brasilien unterwegs war.